# Murga (Hungría)
Murga es una localidad del condado de Tolna, en Hungría.
- Datos: Q667211
- Multimedia: Murga, Hungary / Q667211

1. ↑  Worldpostalcodes.org,código postal n.º 7176.